# ダビド・コベーニョ
ダビド・コベーニョ・イグレシアス（スペイン語: David Cobeño Iglesias、スペイン語発音: [daˈβið koˈβeɲo iˈɣlesjas]、1982年4月6日 - ）は、スペイン・マドリード出身の元サッカー選手。選手時代のポジションはGK。現在はラーヨ・バジェカーノのスポーツ・ディレクターを務めている。

## クラブ歴
ラーヨ・バジェカーノの下部組織出身でBチームに昇格。その後、SDポンフェラディーナに在籍した。レアル・マドリードCに移籍し、レアル・マドリードBに昇格、レアル・マドリードのトップチームの試合のベンチにも入った。
良いパフォーマンスからセビージャFCに移籍。当初はアンドレス・パロップの控えであったが、パロップが負傷した事によって2007年3月に出番を得てセルタ・デ・ビーゴ戦の勝利に貢献すると、UEFAカップ 2006-07でも3試合に出場し、同大会優勝に貢献した。
2007-08シーズンはUDアルメリアに期限付き移籍。当初は正ゴールキーパーであったが、ジエゴ・アウヴェスにポジションを奪われた。その後セビージャからも放出され、3年契約で古巣のラーヨ・バジェカーノのトップチームに加入した。
2009年5月24日のエルチェCF戦ではオウンゴールを決めてしまい1-2の敗戦。しかし彼はスターティングメンバーとして名を連ね続け、38失点でサモラ賞に輝いた。2010-11シーズンも正ゴールキーパーとして君臨し、8年ぶりのプリメーラ・ディビシオン復帰に貢献。2012年夏には契約を更新せずFCヴァスルイに移籍したが、ルーマニアの地に馴染めず2ヶ月で復帰した。
2016年6月1日に34歳で引退し、ラーヨ・バジェカーノでスポーツ・ディレクターに就任、オスカル・トレホの獲得から仕事を始めた。

## タイトル

### クラブ
セビージャ
- コパ・デル・レイ: 2006-07
- UEFAカップ: 2006-07

### 個人
- セグンダ・ディビシオン サモラ賞: 2008-09